# Toshio Suzuki (pilote automobile)
 (mai 2025).
Si vous disposez d'ouvrages ou d'articles de référence ou si vous connaissez des sites web de qualité traitant du thème abordé ici, merci de compléter l'article en donnant les références utiles à sa vérifiabilité et en les liant à la section « Notes et références ».
Pour les articles homonymes, voir Toshio Suzuki et Suzuki (homonymie).
Toshio Suzuki (鈴木 利男) est un ancien pilote automobile japonais né le 10 mars 1955 à Niiza.

## Biographie
Vainqueur du championnat du Japon de Formule 3 en 1979, puis animateur pendant de longues années du championnat du Japon de Formule 2/Formule 3000 qu'il finit par remporter en 1995 à l'âge de 40 ans, Toshio Suzuki (sans lien de parenté avec Aguri Suzuki) a connu son heure de gloire sur le tard en participant aux deux dernières courses du championnat du monde de Formule 1 1993 (au Japon et en Australie) au volant d'une monoplace de l'écurie Larrousse.
Pilote officiel Nissan en sport-prototype, Toshio Suzuki a également remporté les 24 heures de Daytona en 1992 et les 1 000 kilomètres de Suzuka en 1990 et 1993, entre-temps il a aussi été champion du Japon de Sport-Prototypes en 1991.

## Résultats en championnat du monde de Formule 1
| Saison | Écurie       | Châssis | Moteur          | Pneus    | GP disputés | Points inscrits | Classement |
| ------ | ------------ | ------- | --------------- | -------- | ----------- | --------------- | ---------- |
| 1993   | Larrousse F1 | LH93    | Lamborghini V12 | Goodyear | 2           | 0               | n.c.       |